# Spongiforma
Spongiforma es un género de hongos con forma de esponja en la familia Boletaceae. Fue descrito en el 2009, el género contiene dos especies: S. thailandica y S. squarepantsii. La especie tipo S. thailandica solo es conocida a partir del parque nacional Khao Yai en la zona central de Tailandia, donde crece en el suelo de bosques antiguos dominados por árboles dípterocarpos. Los cuerpos fructíferos, que tiene un fuerte olor a alquitrán similar a Tricholoma sulphureum, consisten en numerosas cavidades internas revestidas con tejido productor de esporas. S. squarepantsii, descrito en 2011, se encuentra en Malasia. Produce cuerpos fructíferos naranja gomosos y esponjosos con un olor afrutado o almizclado. Estos cuerpos fructíferos, al igual que en una esponja, retoman su forma original si se exprime el agua. El origen del nombre deriva de su parecido con el personaje de dibujos animados Bob Esponja. Además de las diferencias en la distribución, S. squarepantsii difiere de S. thailandica por su color, olor y estructura de las esporas.

## Descripción
Los cuerpos fructíferos de las especies de Spongiforma tienen una forma que se asemeja a un cerebro o a una esponja, y crecen en la superficie del suelo. No tienen tallo y carecen de una capa de piel externa. Las pequeñas cavidades (lóculos) del cuerpo fructífero son de contorno irregular y miden entre 2 y 20 mm de diámetro. Están revestidos con un himenio (tejido que contiene esporas) liso, de color naranja grisáceo a marrón o marrón rojizo, con crestas estériles que varían en color de blanco a crema. La columela (una estructura en forma de columna que se extiende hasta el cuerpo fructífero) está poco desarrollada, tiene forma de pera, es de color crema y está unida en la base a rizomorfos blancos. Las basidiosporas son de color marrón a marrón-vinoso en masa, en forma de almendra, bilateralmente simétricas y finamente arrugadas. Las esporas tienen un apículo central (una región que una vez estuvo unida a los esterigmas al final de un basidio) y un pequeño poro apical. Las esporas son de color marrón rojizo en agua, gris violeta en hidróxido de potasio al 3%, inamiloide y cianófila (enrojeciendo con tintura de acetocarmina). Los basidios tienen cuatro esporas y no descargan las esporas por la fuerza. Los cistidios son comunes en los bordes de los lóculos estériles; son hialinos (translúcidos) y poseen forma cilíndrica a ventricosa (hinchada en el medio) o rostrada (con una probóscide en forma de pico). Las hifas de la carne son gelatinosas e inamiloides.

## Ecología, hábitat y distribución
Ambas especies de Spongiforma se conocen solo por sus ubicaciones de recolección originales. S. thailandica se encontró creciendo en el suelo en un antiguo bosque en el Parque nacional de Khao Yai (Provincia de Nakhon Nayok, Tailandia), a una altitud de unos 750 m. Se cree que el hongo crece en asociación micorrízica con Shorea henryana y Dipterocarpus gracilis, especie en peligro de extinción y en peligro crítico de extinción, respectivamente, por la Unión Internacional para la Conservación de la Naturaleza. Spongiforma squarepantsii se recolectó del suelo donde crecía de forma solitaria bajo árboles indeterminados dipterocarpos en el Parque nacional de Bukit Lambir (Sarawak, Malasia), en el norte de Borneo. Esta selva tropical recibe alrededor de 3000 mm de lluvia al año, con temperaturas promedio que varían de 24 a 32 °C. Las especies de Spongiforma han perdido la capacidad de expulsar sus esporas con fuerza y tienen olores distintivos, lo que sugiere que el hongo depende de la actividad de los animales para ayudar a dispersar las esporas. Debido a que el hábitat isleño del género restringe el flujo de genes y a que las dos especies conocidas están separadas geográficamente por una distancia considerable, los autores sugieren que otras extensiones no exploradas y aisladas de bosques de dipterocarpos entre Tailandia y Malasia pueden contener especies adicionales.